# 大眼近红鲌
大眼近红鲌（学名：Ancherythroculter lini）为輻鰭魚綱鲤形目鯝科近红鲌属的鱼类，是中国的特有物种。分布于珠江水系等。该物种的模式产地在广西。本魚體延長且側扁，頭背交接處隆起，腹鰭基部至肛門具腹棱，吻短，口上位，眼大，體被中圓鱗，側線完整，背鰭末根鰭條變硬，胸鰭長，臀鰭外緣內凹，尾鰭深叉，體背部深灰色，體側及腹部銀白色，胸鰭、背鰭及尾鰭灰黑色，體長可達19.1公分，棲息在底中層水域，肉食性，生活習性不明，可做為食用魚。

## 扩展阅读
- 維基物種上的相關：大眼近红鲌
- Froese, R. & Pauly, D. (eds.) (2011). Ancherythroculter lini. FishBase. Version 2011-12.